# Magnus von Brünneck

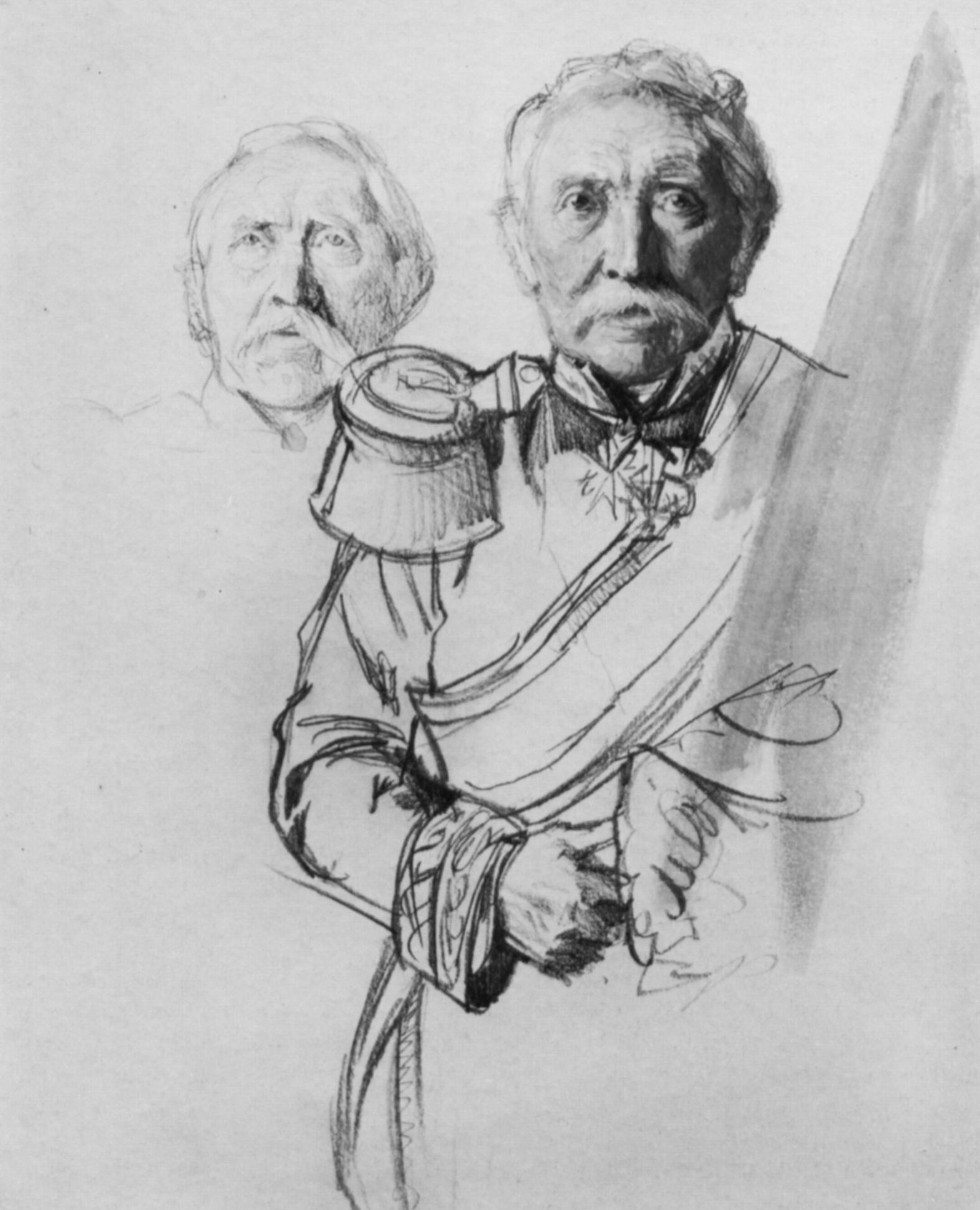
Magnus von Brünneck, porträtiert von Adolph Menzel.

Carl Otto Magnus von Brünneck (* 28. Januar 1786 in Brandenburg an der Havel; † 24. Dezember 1866 in Berlin) war ein preußischer Offizier, zuletzt Oberst sowie Gutsbesitzer auf Schloss Bellschwitz und Politiker.

## Leben

### Herkunft
Magnus war der Sohn des späteren Generalfeldmarschalls und Amtshauptmanns von Liebenwalde und Zehdenick Wilhelm Magnus von Brünneck und dessen Ehefrau Charlotte, geborene von Pannewitz.

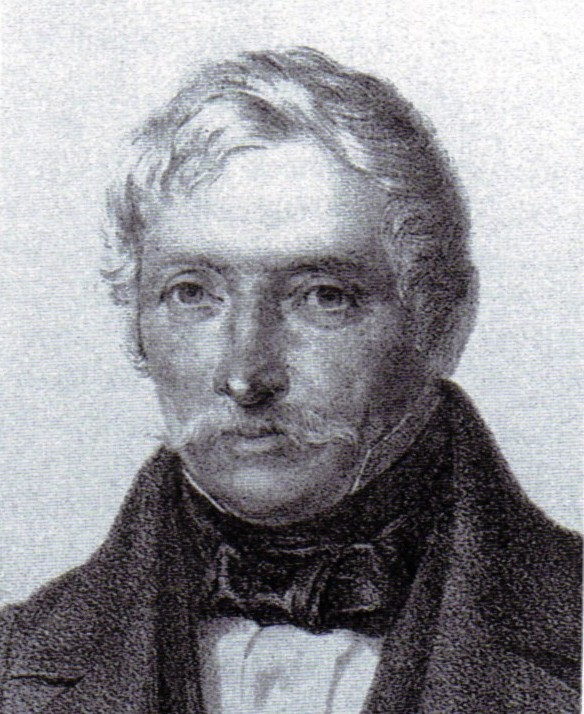
Magnus von Brünneck

## Militärische Laufbahn
Brünneck verbrachte seine Kindheit in Köslin und Königsberg und besuchte dort die Militärschule. Anschließend wechselte er zur Universität Königsberg und zur Militärakademie in Berlin. Dort war er unter anderem Schüler von Scharnhorst. Seit 1806 war er Regimentsadjutant bei den Blücherschen Husaren und nahm an der Schlacht bei Auerstädt teil. Im Jahr 1810 nahm er seinen Abschied als Rittmeister. In den Befreiungskriegen ab 1813 nahm er an der Spitze der von ihm gebildeten ostpreußischen Landwehrkavallerieabteilung teil.
Im Jahr 1817 nahm er seinen Abschied im Range eines Obersts. Anschließend widmete er sich der Bewirtschaftung seiner Güter und machte sich als erfolgreicher Schafzüchter einen Namen. Im Jahr 1840 verlieh ihm König Friedrich Wilhelm IV. die Würde eines Oberburggrafen im Königreich Preußen.

## Politisches
Brünneck war führender Kopf eines Kreises von Adeligen, die dem König zwar loyal gegenüberstanden aber nach liberalen Fortschritt strebten. So gehörte er 1846/47 zu den Befürwortern einer preußischen Verfassung unter Androhung notfalls den Vereinigten Landtag zu boykottieren. Während der Revolution von 1848/49 war Brünneck ebenso Gegner der entschiedenen Demokraten wie auch der Kabinette der Gegenrevolution. Auch in den 1850er Jahren stand er in Opposition zu den reaktionären Regierungen und lehnte auch Otto von Bismarck ab.

## Parlamentsmitglied
Seit 1831 war er Mitglied des Provinziallandtages der Provinz Preußen und war 1847/48 Landtagsmarschall. In den Jahren 1842 und 1848 war er Mitglied der Vereinigten ständischen Ausschüsse als Vertreter der Ritterschaft der Provinz Preußen. 1847/48 war er Mitglied des Vereinigten Landtages, 1848 dann Mitglied der preußischen Nationalversammlung für den Wahlkreis Lebus und im Parlament Alterspräsident. Im Jahr 1850 war er Mitglied des Staatenhauses (Erste Kammer) des Erfurter Unionsparlaments. Zwischen 1848 und 1854 war er Mitglied der ersten Kammer des preußischen Landtages für verschiedene Wahlbezirke. Von 1854 bis zu seinem Tod war er Mitglied des Preußischen Herrenhauses als Oberburggraf Inhaber eines der vier hohen Landesämter im Königreich Preußen.

## Familie

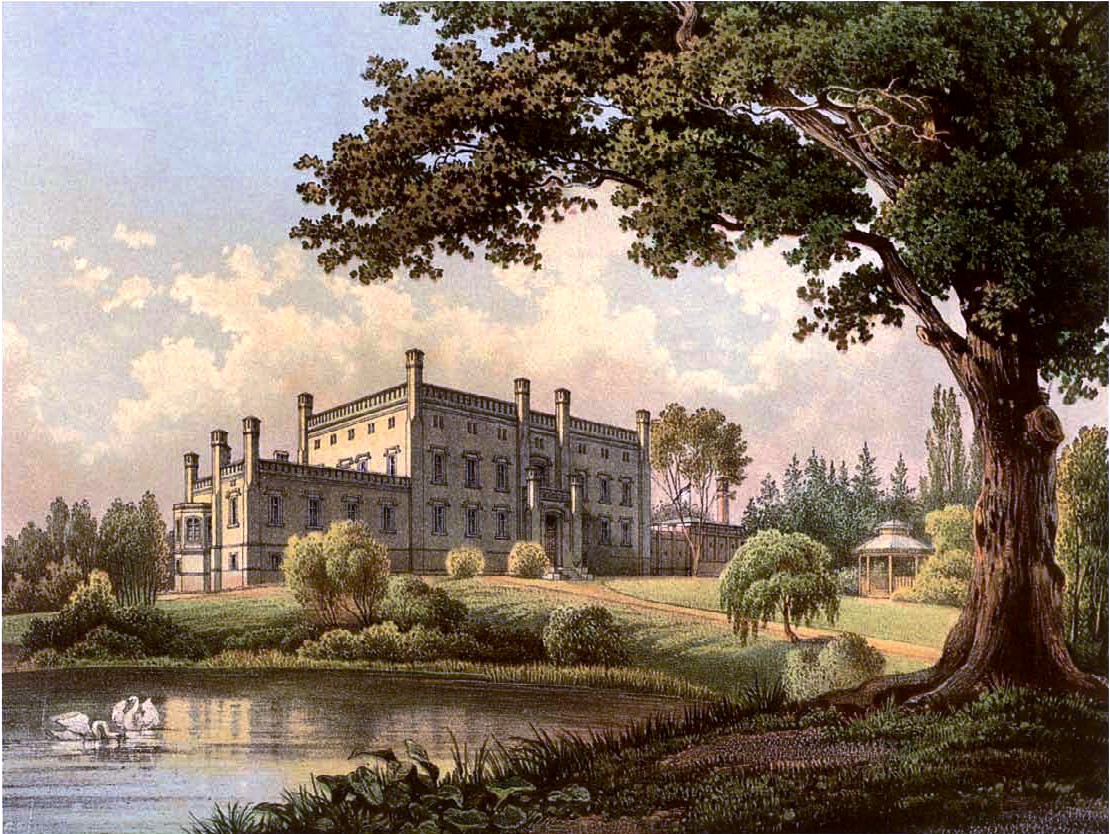
Rittergut Bellschwitz um 1860, Sammlung Duncker

Brünneck war seit 1810 mit Luise Caroline Christiane, geborene von der Goltz (1794–1837) verheiratet. In zweiter Ehe ehelichte er 1838 Wilhelmine Sophie, geborene Freiin von der Goltz (1798–1839). Aus seiner ersten Ehe stammt u. a.: Siegfried von Brünneck-Bellschwitz
Aus seiner zweiten Ehe stammt: August Magnus Wilhelm (* 7. März 1839; † 12. April 1917), Rechtshistoriker, Honorar-Professor in Halle ⚭ 1868 Mariane Luise Amalie Bernhardine Anna Elisabet (Elly) von Schön (* 3. Juni 1848; † 15. Juli 1939)
Brünneck wurde nach dem Tod seines Vaters Herr der Güter Bellschwitz, Trebnitz, Hermersdorf und Wulkow bei Trebnitz im Landkreis Lebus in Brandenburg.